# Hansworst

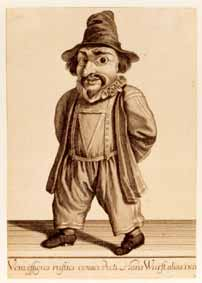
Hansworst

Hansworst is een scheldnaam die wordt gebruikt voor een dommig persoon. De term komt oorspronkelijk uit het toneel en theater. 

## Achtergrond
Hansworst heette oorspronkelijk Hanswurst en is dus een aan het Duits ontleende naam. Reeds in 1541 schreef Maarten Luther een  mede tegen hertog Hendrik II van Brunswijk-Wolfenbüttel en diens buitenechtelijke affaire met een hofdame gericht pamflet met de titel Wider Hans Worst, met wie Luther de hertog bedoelde. Opvallend is, dat Luther in dit geschrift de nodige grove taal bezigde. In 1775 schreef de nog jonge Goethe een korte carnavalsklucht vol grove taal met de titel Hanswursts Hochzeit. 
De benaming Hanswurst werd ongeveer vanaf de 18e eeuw, met name in Oostenrijk, gebruikt voor de komische hoofdfiguur van straattoneel en poppenkastspelen, en, vertaald als Hansworst ook in  de oud-Hollandse poppenkast voordat deze de naam Jan Klaassen kreeg. De eerste bekende Hanswurst was de Weense tandarts  Joseph Anton Stranitzky. Stranitzky trad vanaf plm. 1706 op in kleurige kleding, die tientallen jaren de standaardkledij voor een Hans Wurst bleef.
Elke andere komische toneelfiguur werd eveneens dikwijls Hansworst genoemd. In aanvang was Hansworst een solitaire figuur in het theaterspel, die het spel becommentarieerde. Vergelijk hem met de verteller. Met de komst van Jan Klaassen verdween Hansworst. 
Hansworst wordt vandaag de dag nog gebruikt als scheldnaam voor een wat sullige en/of domme figuur. Ook bestaat er een kinderrijmpje waar Hansworst in voorkomt en gericht is tegen kinderen die zeuren om drank: 'Heb je dorst? Ga dan maar naar Hansworst, die heeft een hondje en dat plast in je mondje'.

## Galerij

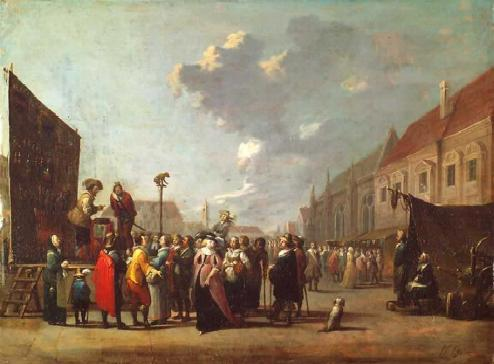
Podium met Hansworst, Praag, ca. 1750
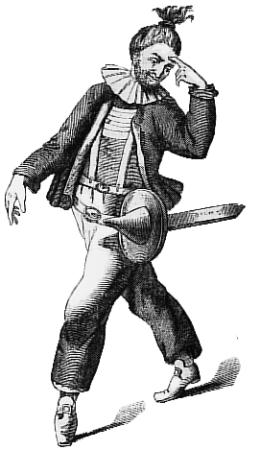
Stranitzky, ca. 1720
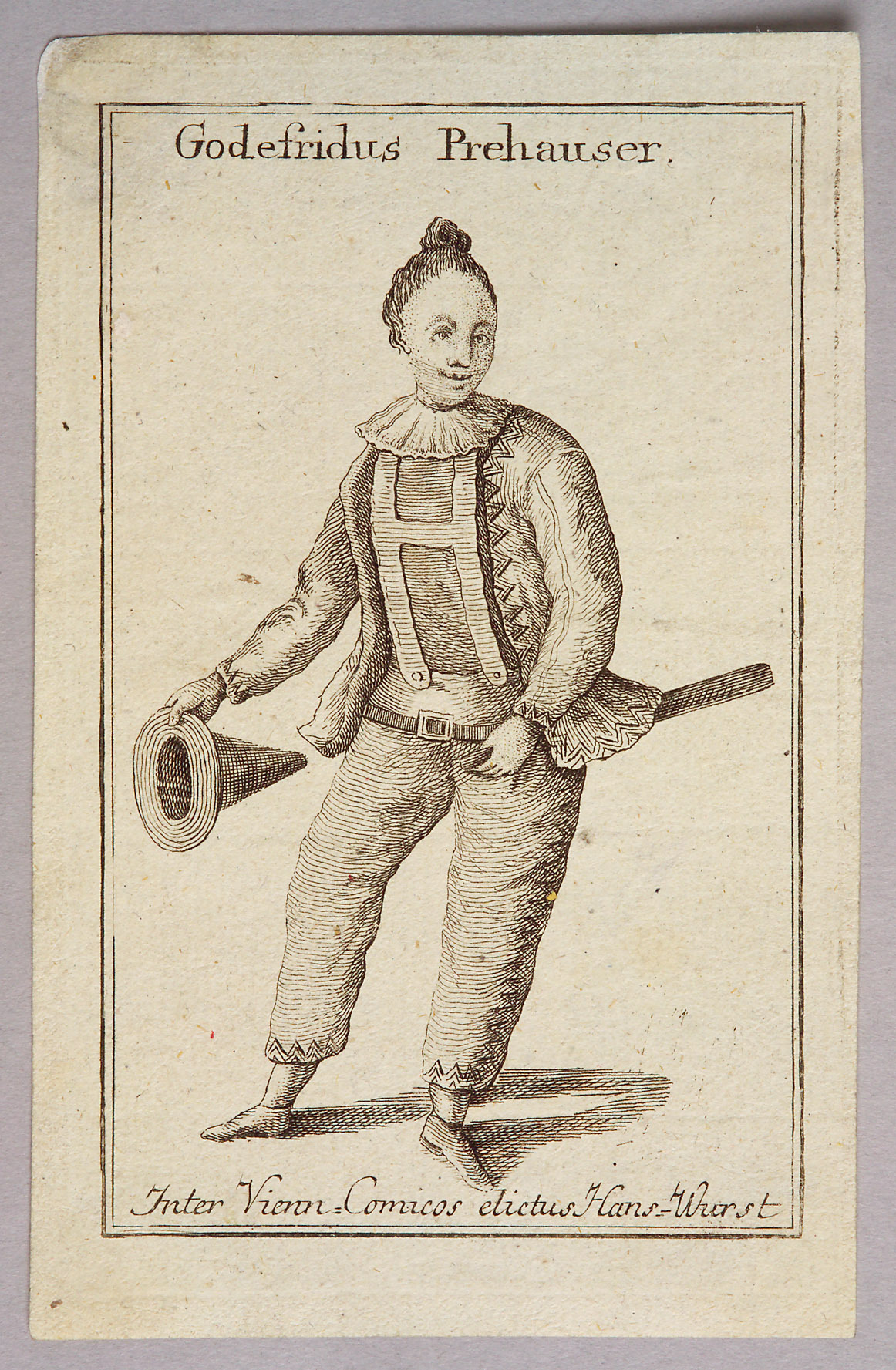
Gottfried Prehauser, schoonzoon van Stranitzky, 18e eeuw
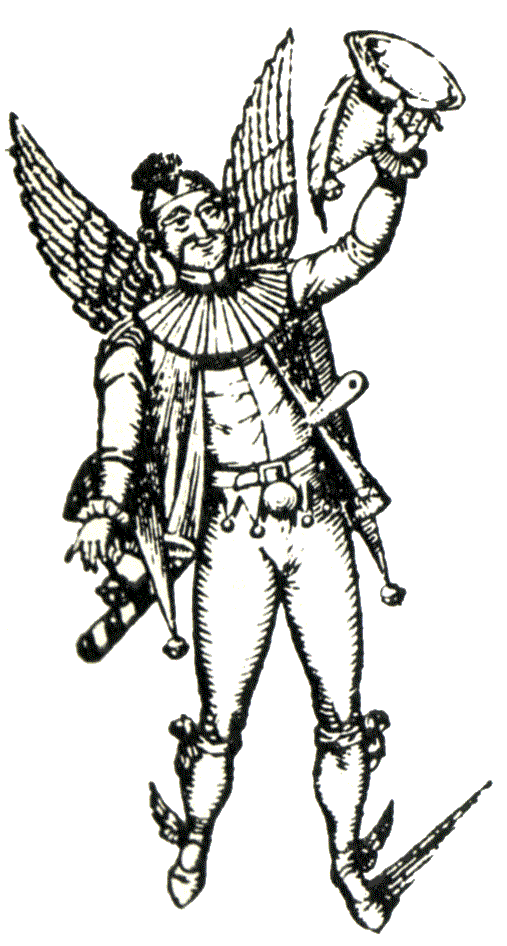
1831 (Keulen)
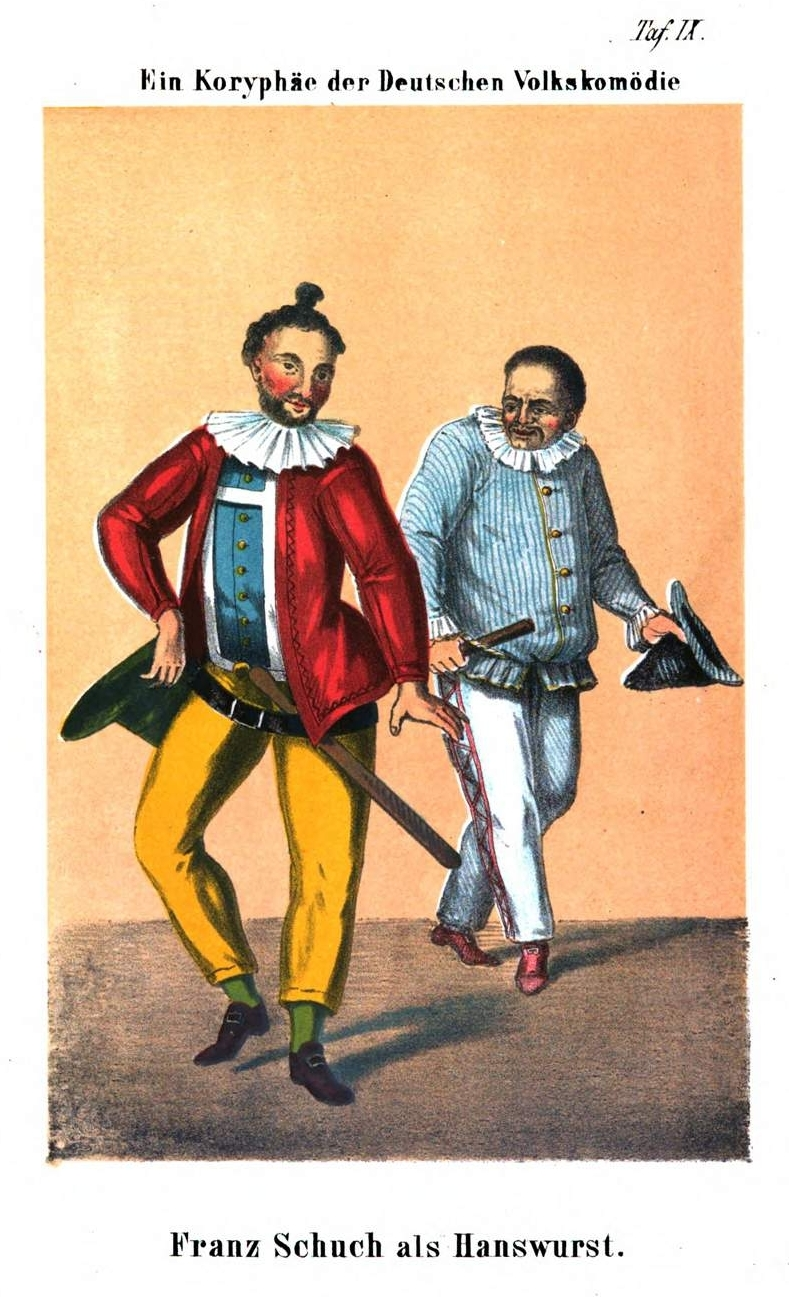
1862: let op de kleuren van de kledij